# 鐵砲洲稲荷神社

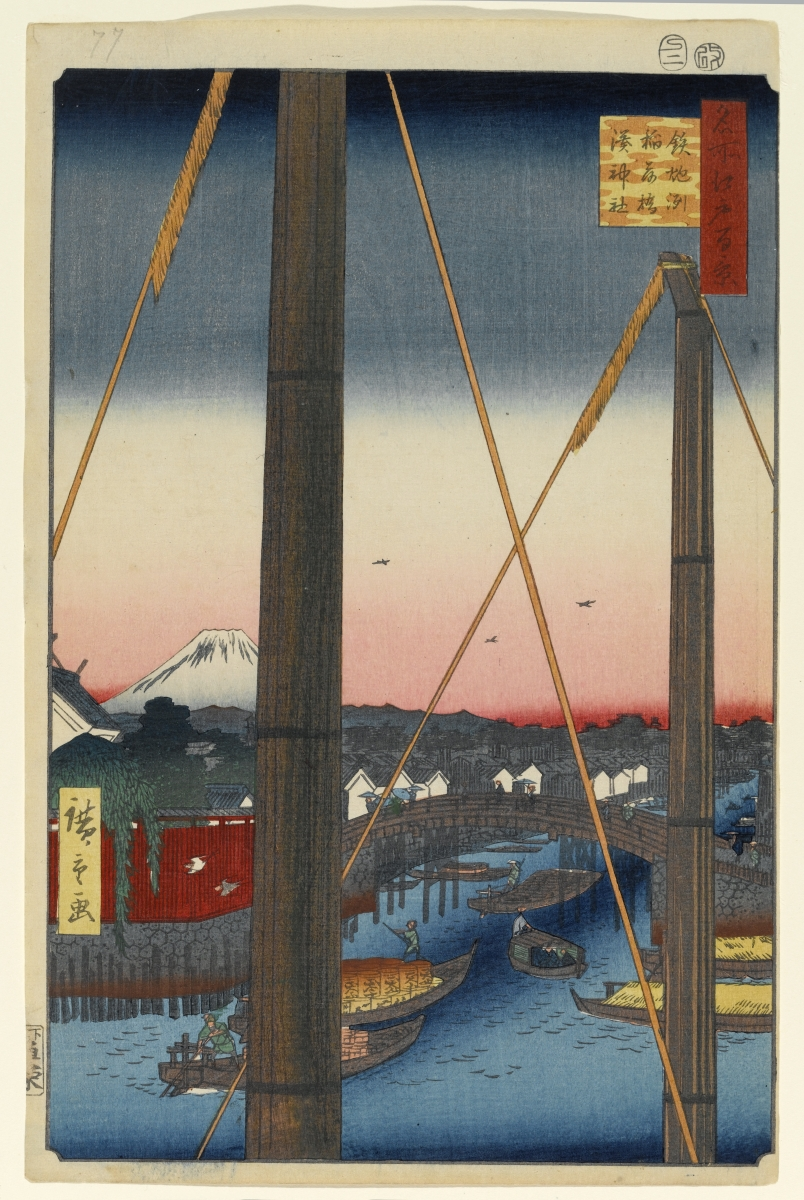
『名所江戸百景』
鉄炮洲稲荷橋湊神社

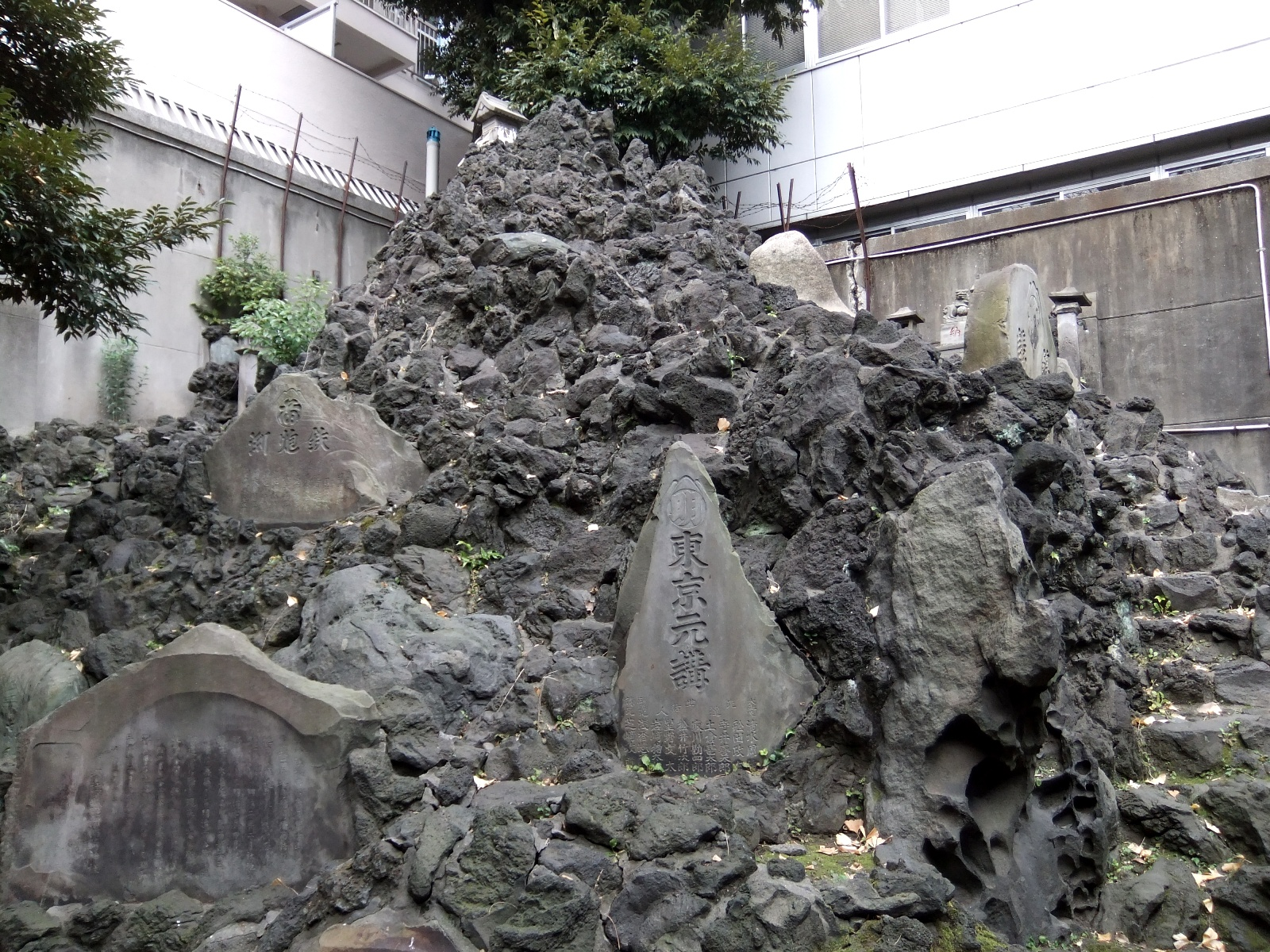
鉄砲洲富士

鐵砲洲稲荷神社（てっぽうずいなりじんじゃ）は東京都中央区湊にある稲荷神社。平安時代創建の古社で、京橋地域の産土神である。

## 歴史
平安時代の承和8年（841年）4月15日（ユリウス暦841年5月9日）、凶作に悩む荏原郡桜田郷の住民が産土神を生成太神（いなりのおおかみ）として祀ったことに始まる。
入江埋立に伴い京橋に遷座し、更に室町時代末期の大永年間に後の新京橋（現・銀座一丁目付近）へ遷座し、八丁堀稲荷神社と称した。
江戸時代初期の寛永元年（1624年）、桜川が亀島川に合流する地点、稲荷橋南東詰（現・湊一丁目8番地付近）に遷座し、もとあった八幡神社を摂社とした。
一方、18世紀中期の『事跡合考』によれば、昔八丁堀一丁目南岸にあったが、家屋が過密になり、八丁目に移転したという。
江戸の水路網の入り口に位置することから、全国からの船乗りの崇敬を集めた。
寛政2年（1790年）には富士塚が築造され、人気を博した。
江戸時代後期には吉田家により湊神社と名付けられ、また「浪ヨケイナリ」とも称された。安政期に歌川広重が描いた『名所江戸百景』「鉄炮洲稲荷橋湊神社」には朱塗りの壁と社殿が見える。
明治元年（1868年）土地が収用され、120m程南の現在地に遷座した。
大正12年（1923年）の関東大震災では大きな被害を蒙ったが、昭和10年（1935年）以降本殿や神楽殿が再興され、現在の形が整った。昭和20年（1945年）の東京大空襲では被害を免れ、昭和初期の神社の形式を今に伝える。
昭和37年（1962年）には隣地に区内初の児童公園が完成した。
2018年（平成30年）、例大祭の際に暴力団からの奉納金の受け取りを拒否。後に神社側を脅迫したとして関係者が逮捕されることがあった。2019年（平成31年）には改めて暴力団排除宣言を行っている。

## 鉄砲洲富士
境内には区内唯一の富士塚がある。富士山の熔岩を用いたもので、頂上には末社鉄砲洲富士浅間神社が鎮座する。
寛政2年（1790年）に築造されて人気を集めた。『江戸名所図会』や歌川広重の『絵本江戸土産』では本殿より大きく描かれており、当時かなりの威容を誇ったと思われる。
神社遷座2年後の明治3年（1870年）に新地に移築され、明治7年（1874年）再築された。以降明治18年（1885年）、昭和3年（1928年）、昭和11年（1936年）と3度境内で移築され、現在の高さは5.4mである。
富士山の山開きに合わせて、7月1日のみ登拝が可能である。

## 年間行事
- 1月1日 - 歳旦祭
- 1月第2日曜日 - 寒中水浴大会 - 先代宮司の中川正光が昭和30年（1955年）に始めた。
- 2月3日 - 節分祭追儺式
- 2月8日 - 針供養 - 境内に針塚がある。
- 2月17日 - 豊年祈願祭
- 5月2日～5日 - 例大祭 - 3年毎に本祭りとなり、神輿渡御を行う。
- 6月30日 - 夏越の大祓
- 7月1日 - 富士浅間神社例祭
- 8月14日 - 八幡神社例祭
- 11月15日 - 七五三祝祭
- 11月23日 - 生産感謝祭
- 冬至 - 冬至開運祈願祭 - 「金銀富貴」の神礼を配る。
- 12月31日 - 師走の大祓
- 12月31日 - 除夜祭

## 氏子町
氏子を構成するのは京橋五之部の湊一～三丁目・明石町・入船一～三丁目・新富の8町会、四之部の銀座一～五丁目東・六七丁目東・六七丁目西・八丁目東の8町会、及び新川二丁目越一（えちいち）町会（一部）の計17町会である。
五之部・四之部とは明治初年に実施されていた大区小区制の名残で、現在も中央区では連合町会の単位として機能している。五之部は鉄砲洲と俗称される地域に相当し、湊一丁目及び二丁目町会は祭事には合同で宮元町会を結成する。四之部は銀座の内三十間堀川より東、旧・銀座東の区域で、戦前に木挽町と呼ばれた地域を中心とし、氏子には歌舞伎座や新橋演舞場も含まれる。
新川二丁目は南高橋を渡って対岸の霊岸島にある。主に富岡八幡宮の氏子だが、一部区域が当社の氏子となっている。町会名の 「越一」は旧町名の「越前堀一丁目」を意味する。
氏子組織には崇敬会・敬神婦人会・弥生会がある。弥生会は戦後途絶えていた神輿渡御復活を目的として平成10年（1998年）に設立された。

### 氏子地域
湊一丁目～三丁目
入船一丁目～三丁目
新富一丁目～二丁目
明石町
銀座一丁目12～28、二丁目10～16、三丁目9～15、四丁目9～14、五丁目11～15、六丁目13～18、七丁目12～18、八丁目12～21
新川二丁目28～31（各一部）

## 交通
- JR京葉線・東京メトロ日比谷線八丁堀駅より徒歩約6分（経路案内）
- 東京メトロ有楽町線新富町駅より徒歩約8分（経路案内）
- 都営バス東15系統・中央区コミュニティバス南循環鉄砲洲停留所前より徒歩約1分（経路案内）